# Ozourt
Ozourt är en kommun i departementet Landes i regionen Nouvelle-Aquitaine i sydvästra Frankrike. Kommunen ligger i kantonen Montfort-en-Chalosse som tillhör arrondissementet Dax. År 2022 hade Ozourt 198 invånare.

## Befolkningsutveckling
Antalet invånare i kommunen Ozourt
Referens:INSEE